# ポール・マーティン (日本刀研究家)
ポール・マーティン（Paul Martin、1965年 - ）は、イギリス出身の日本刀研究家。公益財団法人日本刀文化振興協会評議員・幹事。元大英博物館学芸員。居合道(五段)や剣道や空手を嗜み、2004年から日本在住。

## 経歴
イギリスで生まれイーストロンドンで育つ。父はイギリスの空手の父と呼ばれるバーノン・ベルに師事した空手家で、ポール自身は父から空手を習い、1990年代に3度軽量の部のチャンピオンとなり、20代後半の時にナショナルチームのメンバーに選出された。
その後大英博物館の警備員として職を得ると日本の古美術に興味を持つようになり学芸員への異動を申し出た。日本語を熱心に勉強するなどのポールの熱意が認められて、日本部門の欠員が出たことをきっかけに人事部長により規則が変更され、大英博物館では初となる警備員から学芸員への転向に成功した。ほどなく刀剣・甲冑類の担当となると日本刀に強く惹かれるようになり、大英博物館所蔵品の日本への貸し出し業務のために来日した際には、休暇を利用して東京国立博物館や熱田神宮などに刀剣を鑑賞しに出かけた。この際、ポールの熱心さに打たれて、刀剣にまつわる様々な話を聞いたり直接見せてもらえる機会も得た。ポールが日本部門の学芸員に移動してから5年後、大英博物館は不況のために日本部門を縮小することを決定し、ポールはこれを機に退職した。
その後、フリーランスとなり、アメリカのロサンゼルスにあるパシフィックアジア美術館での日本刀展での責任者を務めたほか、2004年には日本に移住し、林原美術館や全日本刀匠会での翻訳業務を担当した。2006年に日本で開催された刀剣鑑定会では、5振りの日本刀の作者を正答して外国人としては初優勝した。2009年にカリフォルニア大学バークレー校の留学生向けプログラムに修士課程での入学が許可され、大学では剣道の指導者としても活動した。
2012年に日本に帰国し、2013年の刀剣博物館の新年鑑定会では2位となった。帰国後は展示会のコーディネイトや日本の博物館における翻訳業務のほかにも、外国人向けの刀剣の修復・鑑定・購入アドバイスも始めた。また日本刀専門書への寄稿・英訳出版・日本刀関連DVDの制作なども務める。
東京の新宿歌舞伎町の外国人向け観光施設サムライミュージアムの講師を務めるほか、2017年より産経新聞系の英語ニュースサイト「JAPAN Forward」にてコラムを連載中。

## 出版物の英訳・寄稿など
- 「大野義光重花丁子の世界」（林原美術館 2006年）
- ”The Facts and Fundamentals of Japanese Swords” (講談社USA 2010年）
- 「日本の美: 日本刀」（学研プラス 2016年）
- ”Swords of Japan” （東京美術 2016年）
- 「鏨の華 -光村コレクションの刀装具-」（根津美術館 2017年）
- 「京の刀」（京都国立美術館 2018年）
- 「左文字の名刀」（刀剣博物館 2019年）

など

## 映画・DVD・テレビ
- “Weapon Masters, Katana” （2009年のテレビシリーズ）出演者として
- “Art of the Japanese Sword” （エンプティマインドフィルム 2010年のドキュメンタリー）アソシエイトプロデューサーとして
- “Samurai”（2010年のテレビドキュメンタリー）出演者として
- “Expedition Unknown, Samurai Sword of Power” （2015年のテレビシリーズ）出演者として
- 「所さんのニッポンの出番!」（TBSテレビ 2016年）
- 「YOUは何しに日本へ?」（テレビ東京 2017年）
- “Forgive -Don’t Forget” (Gravitas 2018年のドキュメンタリー）エグゼクティブ プロデューサーとして
- 「趣味どきっ! 刀剣Lovers入門」（NHK Eテレ 2022年）

など